# Upplands runinskrifter Fv1971;209
Upplands runinskrifter Fv1971;209 är ett vikingatida runstensfragment av granit i Lilla Söderby, Lunda socken och Sigtuna kommun. Stenen är flyttad cirka 15 meter från fyndplatsen. Stenens mått är 70 gånger 65 centimeter. Runhöjden är 7 centimeter. Ristningen är utförd av en ovan runristare.

## Inskriften
Translitterering av runraden:
...-a eftiʀ h-...
Normalisering till runsvenska:
... æftiʀ ...
Översättning till nusvenska:
... efter H...